# Шень Юе
Шень Юе (沈约, 441 —513) — китайський політичний діяч, вчений, буддистський ідеолог, історик, письменник та поет часів династій Південна Ці та Лян.

## Життєпис
Народився у 441 році в області Усін (сучасна провінція Чжецзян). Походив з родини високопосадовця. Про його життя відомо замало. Займав відповідальні посади в адміністративному апараті династій Південна Ці та Лян.

## Історія
Є автором низки історичних творів, передусім «Книги Сун» (Суншу), що увійшла в число 24 офіційних династичних історій Китаю, а також згодом втраченої «Книги Цзінь» («Цзіньшу»).

## Поезія
Шень Юе є засновником теорії віршування, яка мала вирішальне значення для певних форм поезії династії Тан, зокрема луши. Також він сформулював жанр «юефу».
У його літературній творчості простежується вплив шкіл даосизму Шанцін-пай і Чжен'і-дао (членство в останнії було традицією клану Шень). Також є автором любовної лірики, зокрема поеми «Шість віршів на згадку».

## Буддизм
Його твори представлені в буддистській антології VII ст. «Гуан Хун мінцзи» ("Розширена Збірка «Світоч істини, яка поширюється»). Головний з них — «Сенс співвідношення тілесної форми і духу» («Сін шень і»), «Сенс незнищенності духу» («Шень бу ме і»), «Сенс заперечень «Судження про знищенність духу» Фань Чженя» ("Нань Фань Чжень шеньме і "), коментар до матеріалів полеміки навколо трактату філософа—матеріаліста Фань Чженя, «Сужденія про знищенність духу» («Шеньмелунь»). Будучи опонентом Фань Чженя, Шень Юе повністю відкидав тезу про субстанціальну єдність «тілесної форми» (сін) і «духу» (шень), відстоюючи ідею «незнищенності духу» (шеньбуме).